# Isen Bjerg
Isen Bjerg er en bakkeø, der med sine 102 meter over havet hæver sig over den sydvestlige del af Gludsted Plantage sydøst for Ikast. Området er fredet.
Bakkeøen er resterne af morænelandskabet fra næstsidste istid (Saale-istiden). Mod slutningen af sidste istid (Weichsel-istiden) lå Hovedopholdslinjen umiddelbart øst for den nuværende plantage. Fra gletsjerportene strømmede smeltevandet mod vest i de laveste områder. Smeltevandet skyllede næringsstofferne ud af jorden, efterlod sand, grus og sten i stedet og lod højere områder som Isen Bjerg stikke op af den flade slette.
Isen Bjerg rejser sig dramatisk små 30 meter over den omgivende smeltevandsslette. Isen Bjerg er en af de mest besøgte enkeltlokaliteter i Gludsted Plantage. Stedet er kåret som Danmarks femtebedste gratis turistattraktion. På bakketoppen er en  trigonometrisk station.
Isen Bjerg Mindesten er et mindesmærke, som blev rejst i 1995 på den østlige side af Isen Bjerg til minde om De Allieredes våbennedkastninger under Besættelsen.